# Алваро Негредо
Алваро Негредо Санчез (рођен 20. августа 1985) је шпански професионални фудбалер који игра као нападач за Кадиз .
Са надимком Ла фиера де Валекас (Звер из Валекаса ), играо је за Рајо Ваљекано, Реал Мадрид Б, Алмерију, Реал Мадрид, Севиљу, Манчестер Сити, Валенсију, Мидлсбро, Бешикташ и Ал-Наср . У осам сезона у Ла Лиги, постигао је укупно 112 голова на 264 меча.
Негредо је за Шпанију одиграо 21 утакмицу, постигавши десет голова и био је део тима који је освојио Еуро 2012 .